# Coats Corrente
Coats Corrente Ltda. (no Brasil), ou simplesmente Linhas Corrente, é uma multinacional britânica com origem na Escócia. Fundada há 263 anos e uma das maiores fabricantes de linha de costura do mundo e única realmente com atuação global. Seus produtos atendem tanto o uso doméstico como o industrial, ou seja, empresas que adquirem os produtos como matéria prima para a fabricação de seus produtos. Na unidade de negócios industrial são atendidos segmentos como vestuári o, calçado, automotivo, cama, mesa, banho, vestuário de segurança, telecomunicações, higiene e médico dentre outros.

A Coats opera em mais de 50 países nos 6 continentes, tendo seus produtos sendo vendidos em mais de 100 países. A Coats conta com 17 mil colaboradores no mundo e possui três centros de inovação, com foco no desenvolvimento de produtos para clientes e consumidores, sendo um nos Estados Unidos, outro na Turquia e finalmente um na China. 
No segmento de Crafts, marcas como Drima, Anchor e Linha 10 se tornaram sinônimo de qualidade e desejo pelos consumidores. 
No segmento industrial há marcas fortes como Dual Duty e Epic dentre inúmeras outras.
A empresa segue forte com princípios que cobrem os Direitos Humanos, Trabalho, Meio Ambiente e Anticorrupção. Desde 28 de janeiro, a Coats é membro da prestigiosa Fundação: Ellen MacArthur, que desenvolve e promove a economia circular.

## História 1750-2022

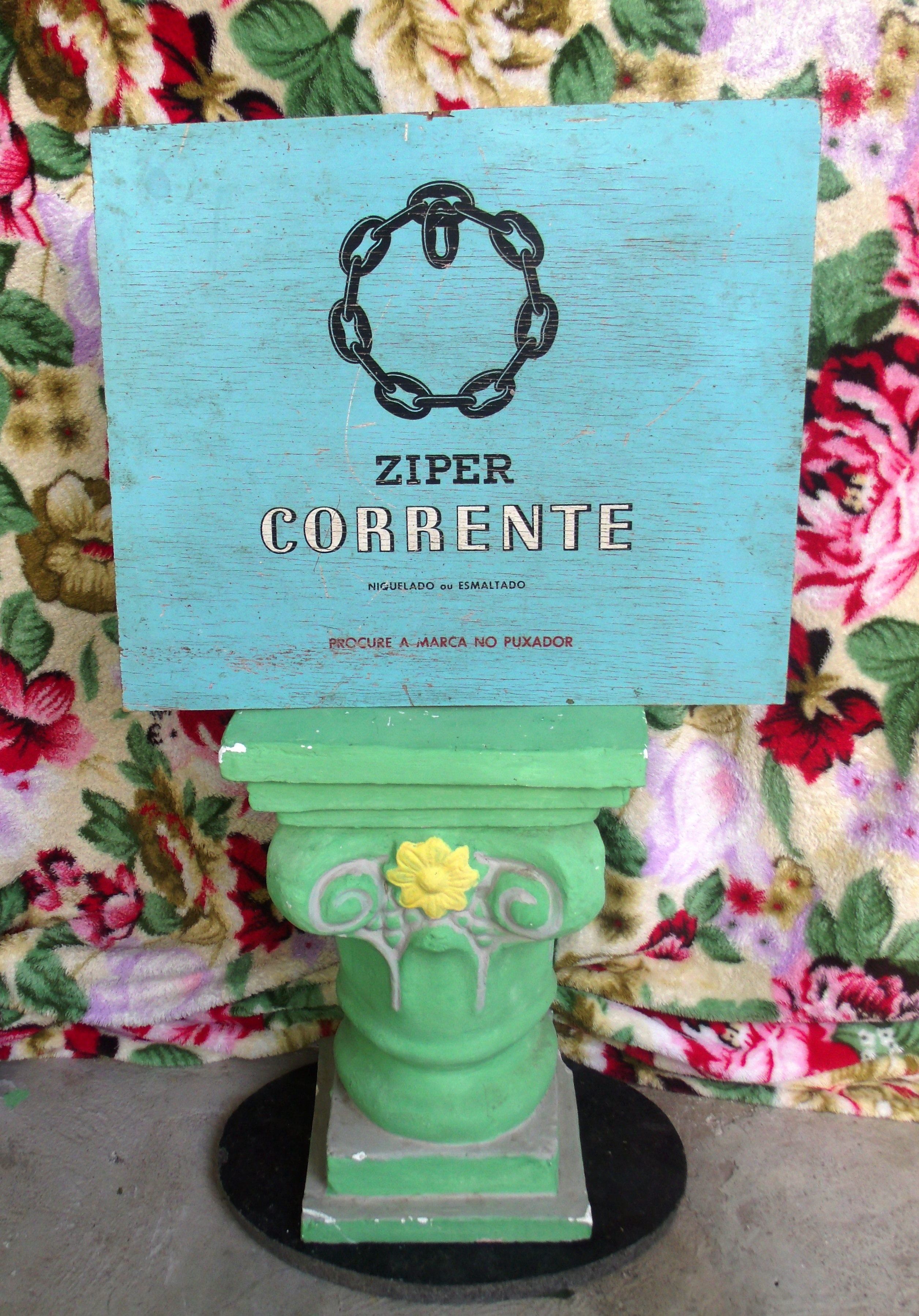
Peça vintage da marca no Brasil.

As origens da Coats podem ser encontradas nas famílias Clark e Coats, que criaram as indústrias de tecelagem e têxtil de Paisley, na Escócia, no final do século XVIII, formando a empresa J&P Coats. 
Em 1912 a J&P Coats tornou-se uma das três empresas mais valiosas do mundo com ações na Bolsa de Valores de Londres, atrás somente da United States Steel e da Standard Oil Company.

### No Brasil
A Linhas Corrente, anteriormente conhecida como Coats Corrente, é uma empresa brasileira que atua no segmento de fios e produtos têxteis. A marca oferece uma ampla variedade de produtos destinados tanto ao uso doméstico, como em costura e crochê, quanto ao uso industrial, ou seja, empresas que adquirem os produtos como matéria prima para a fabricação de seus produtos. 
Fundada originalmente como parte do grupo multinacional britânico Coats Group, a empresa estabeleceu-se no Brasil em 1907, oferecendo soluções para costura, bordado, crochê e tricô. Hoje, sob gestão 100% nacional, fornece produtos de alta qualidade para inúmeros setores produtivos. 

A empresa se estabeleceu no Brasil no dia 18 de junho de 1907 como Cia Brasileira de Linhas para Coser. Na década de 1950 ficou conhecida como Linhas Corrente. Já em 1995, alinhando-se com o grupo global, assumiu o nome Coats Corrente. 
Reconhecido mundialmente pela produção de fios e linhas têxteis. Durante mais de um século, a empresa desempenhou um papel essencial no mercado brasileiro, oferecendo uma ampla gama de produtos para trabalhos manuais e aplicações industriais. 
Com uma forte reputação de qualidade e inovação, a Coats Corrente foi uma marca líder no setor têxtil no Brasil, ampliando sua atuação e conquistando a confiança de consumidores e profissionais. 
De acordo com a pesquisa FIA Employee Experience, a empresa foi reconhecida como um lugar incrível para trabalhar, porte médio, no Brasil, em 2020 
Em 2022, como parte de uma estratégia global de reorganização, o Coats Group decidiu encerrar suas operações diretas no Brasil. A operação foi adquirida pelo grupo empresarial H2 Asset, marcando o início de uma nova fase para a marca. 
Sob a nova gestão, a empresa foi renomeada para Linhas Corrente, assumindo uma identidade totalmente nacional. Desde então, a marca tem focado em fortalecer sua presença no mercado brasileiro, investindo em modernização, inovação e ampliação de seu portfólio para atender tanto o B2B quanto o B2C. 

Compromisso com o Brasil
A Linhas Corrente destaca-se pelo forte compromisso com o mercado brasileiro, promovendo a valorização da produção nacional e incentivando a cultura do "faça você mesmo". Além disso, a empresa tem investido continuamente em inovação e sustentabilidade, implementando práticas responsáveis em sua cadeia produtiva para minimizar impactos ambientais. 

## Linhas Correnteem parceria com a Warner Bros
Em 2025, a Linhas Corrente anunciou uma parceria inédita com a Warner Bros. Discovery Global Consumer Products para o lançamento de kits de amigurumi inspirados nos personagens da franquia Harry Potter. Esta colaboração marca o primeiro cobranding do mercado de artesanato no Brasil, unindo o universo do entretenimento ao artesanato. 
A coleção inclui cinco dos personagens mais queridos dos filmes de Harry Potter: Hermione Granger, Rony Weasley, Rúbeo Hagrid, Alvo Dumbledore e, é claro, Harry Potter. Os kits foram desenvolvidos para atender tanto crocheteiros iniciantes quanto experientes, oferecendo instruções detalhadas e acessíveis. 

## Principais Marcas da empresa
A Linhas Corrente oferece um amplo portfólio de produtos, atendendo diferentes demandas nos segmentos doméstico e industrial. Entre os principais itens, destacam-se: 
Linhas para costura: Linhas projetadas para máquinas domésticas e industriais. 
- Drima
- Cadena
- Corrente Laranja
- Magna
- Sol
- Soltex

Fios para bordado: Fios para trabalhos detalhados e artísticos de bordado. 
- Anchor Mouliné
- Anchor Perlé
- Camila Bordado

Fios para crochê e tricô: Fios em diversas texturas e espessuras, desenvolvidos especialmente para crochê e tricô. 
- Camila: Camila Fashion; Camila 1000; Camila Brilhante; Camila Verão;
- Cisne: Amigulove; Natural Algodón 6 e 3 cabos; Super Bebê; Bebê Comfort; Amor Elegance; Fast Fini; Premium; TodoDia; Tudo
- Esterlina
- Raffia

Produtos industriais: Linhas específicas para aplicações em confecções, estofados, calçados e outros segmentos industriais. 
Acessórios: Acessórios para artesanato
- Agulha de crochê / Tricô
- Agulhas Singer
- Tesouras